# Amandus Adamson
Amandus Adamson Paldiski, 12 de novembre de 1855-Paldiski, 26 de juny de 1929 fou un escultor i pintor, acadèmic, un dels fundadors de l'art nacional d'Estònia.

## Biografia
Amandus Adamson va ser escultor i tallista de fusta. El 1873 va arribar a Sant Petersburg a estudiar amb el tallista V.P.Shutova i a l'Acadèmia de Belles Arts. Va treballar a Sant Petersburg fins a 1918, després a Paldiski.
El 1907 va rebre el títol d'acadèmic de l'Acadèmia de les Arts. Va ser professor en l'Escola de Dibuix de la Societat per al Foment de les Arts (1886-1887) en la classe d'escultura i modelatge i en l'Escola Central de Dibuix Tècnic del baró Stieglitz (1879, 1901-1904) en la classe de talla en fusta. Va crear retrats, composicions al·legòriques, monuments i escultures decoratives per a molts edificis de Sant Petersburg. Entre d'altres, els adorns de bronze dels obeliscs del Pont de la Trinitat i la decoració escultòrica de la façana de la casa Singer (Avinguda Nevsky, 28).

## Obres

### Monument al Russalka
El Monument al Russalka és un monument de pedra i bronze realitzat per Amandus Adamson i erigit el 7 de setembre de 1902 a Kadriorg, Tallin, amb motiu del novè aniversari de l'enfonsament del vaixell de guerra rus Russalka, o "la Sirena", que es va enfonsar en el camí de Finlàndia el 1893.
El monument representa un àngel que sosté una creu ortodoxa marcant la direcció del lloc del naufragi. La model per a l'àngel va ser la seva serventa Juliana Rootsi.

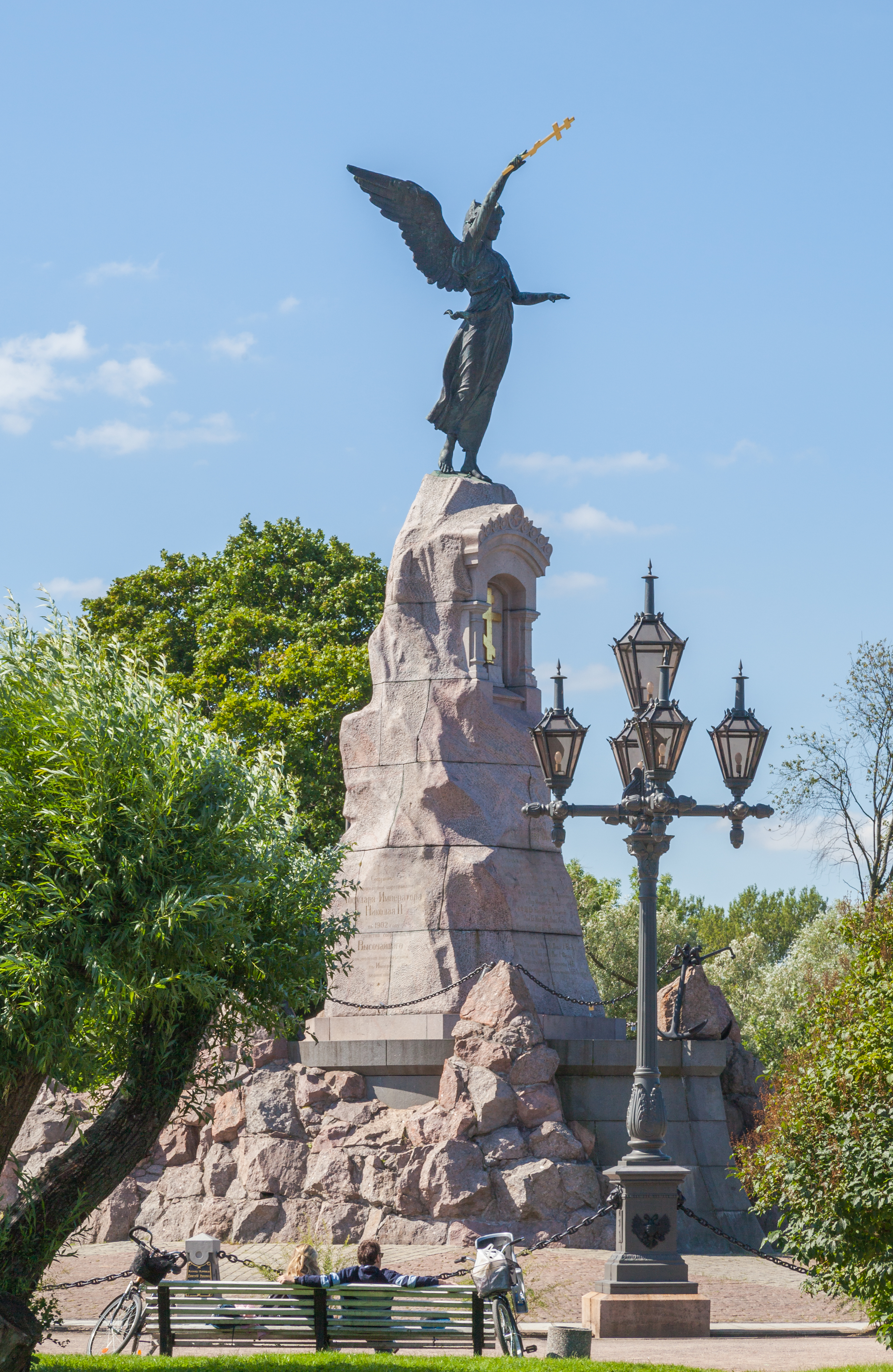
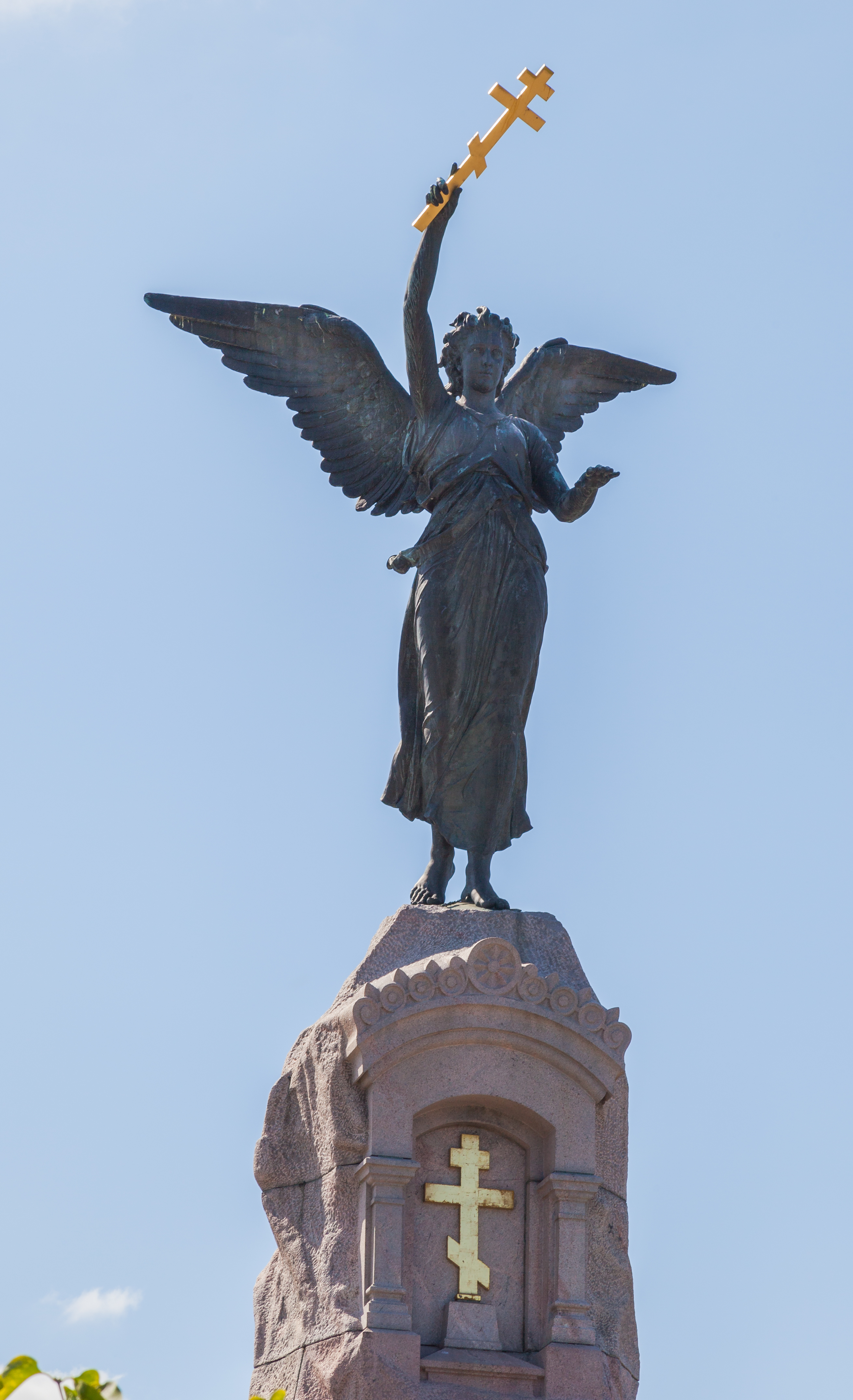
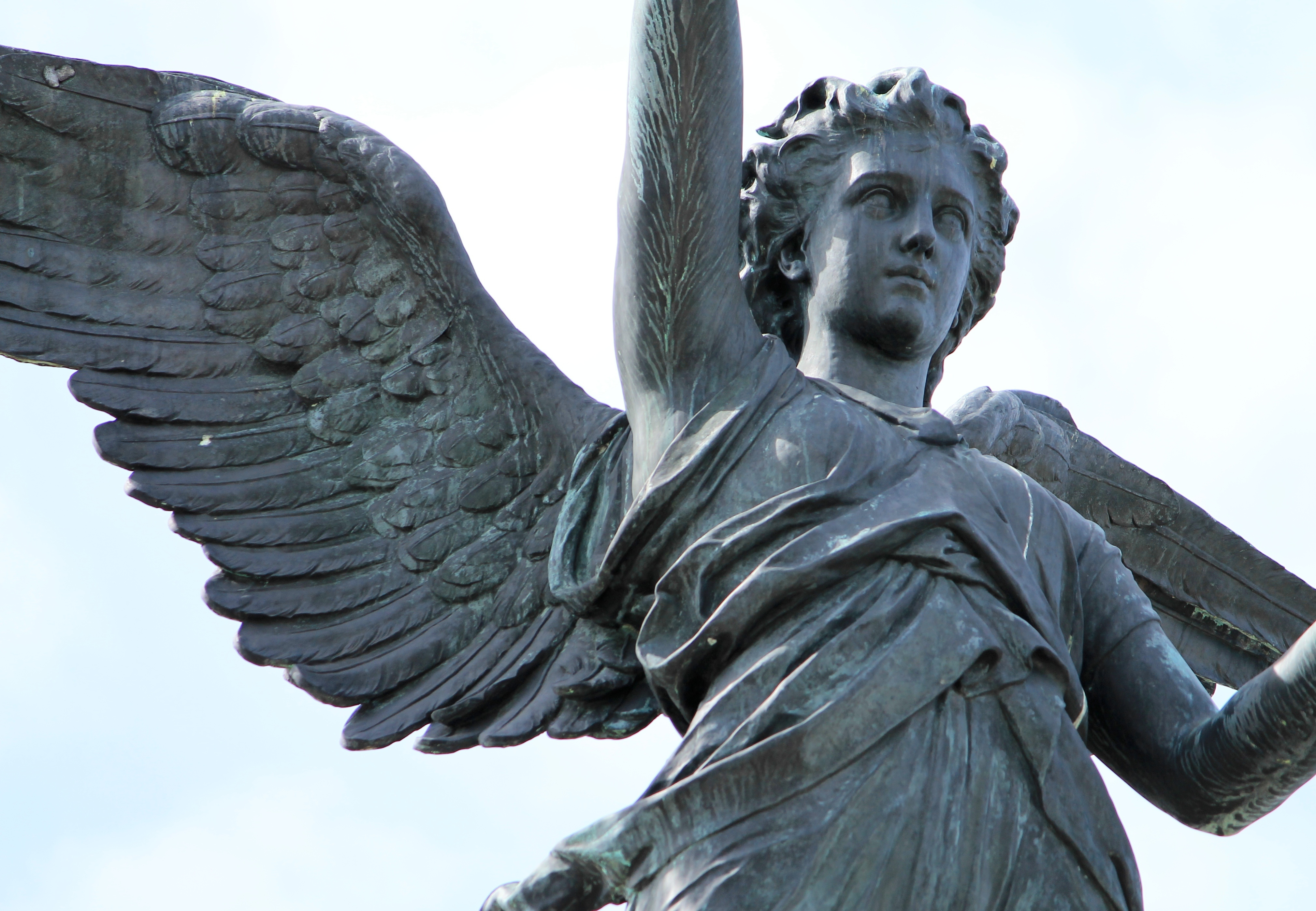

### Casa Singer (Sant Petersburg)
La casa Singer és un edifici singular de Sant Petersburg acabat de construir el 1904 en estil Modernista. Situat en [la cantonada | el cantó] d'avinguda Nevski amb el canal Griboyédova és conegut com la Casa del llibre ([a | en] rus: Дом книги, Dom Knigi). L'edifici va ser dissenyat per l'arquitecte rus Pavel Siuzor per a la filial russa de la companyia Singer de màquines de cosir i les escultures de l'edifici van ser creades per l'escultor estonià Amandus Adamson.

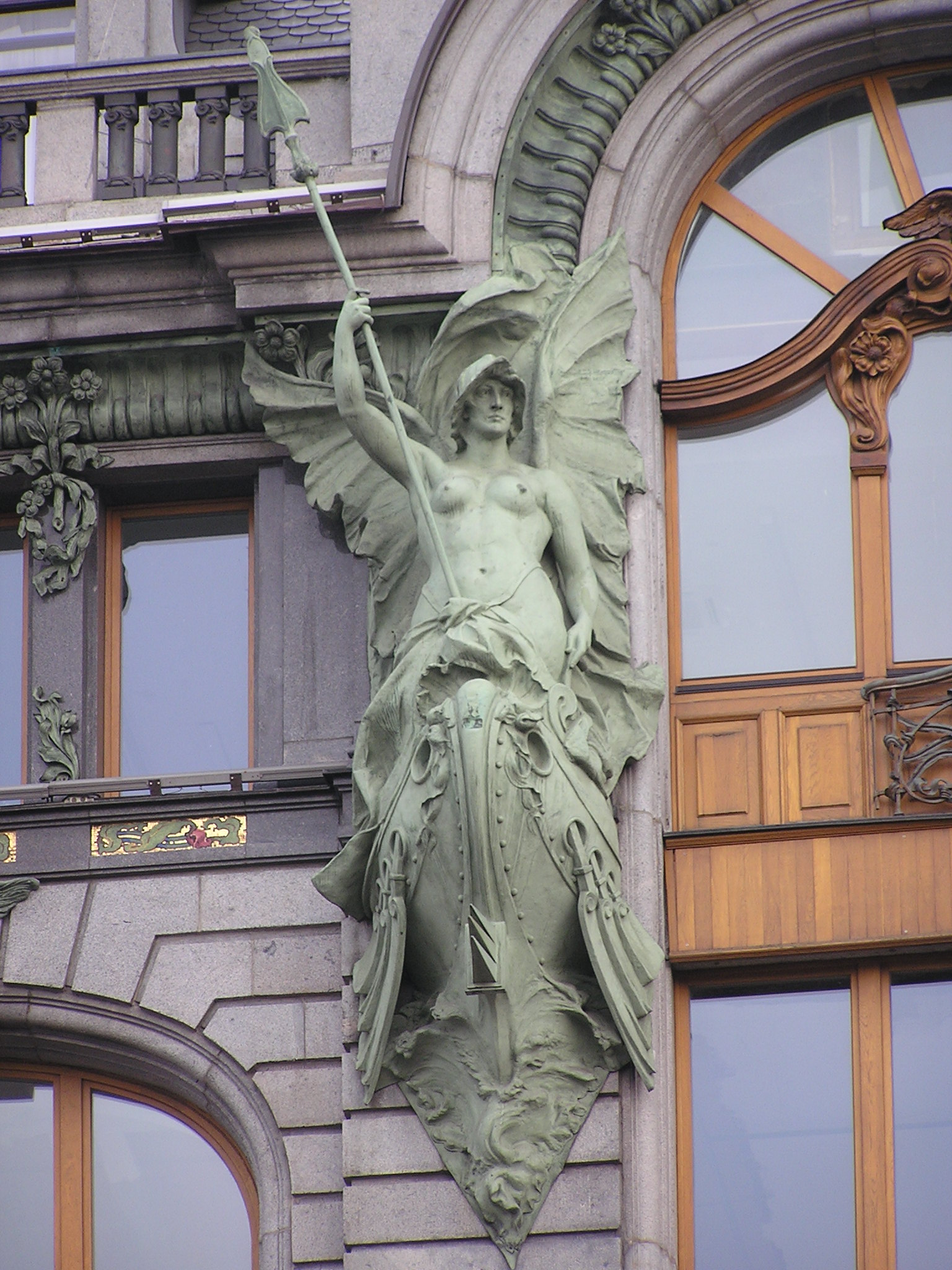
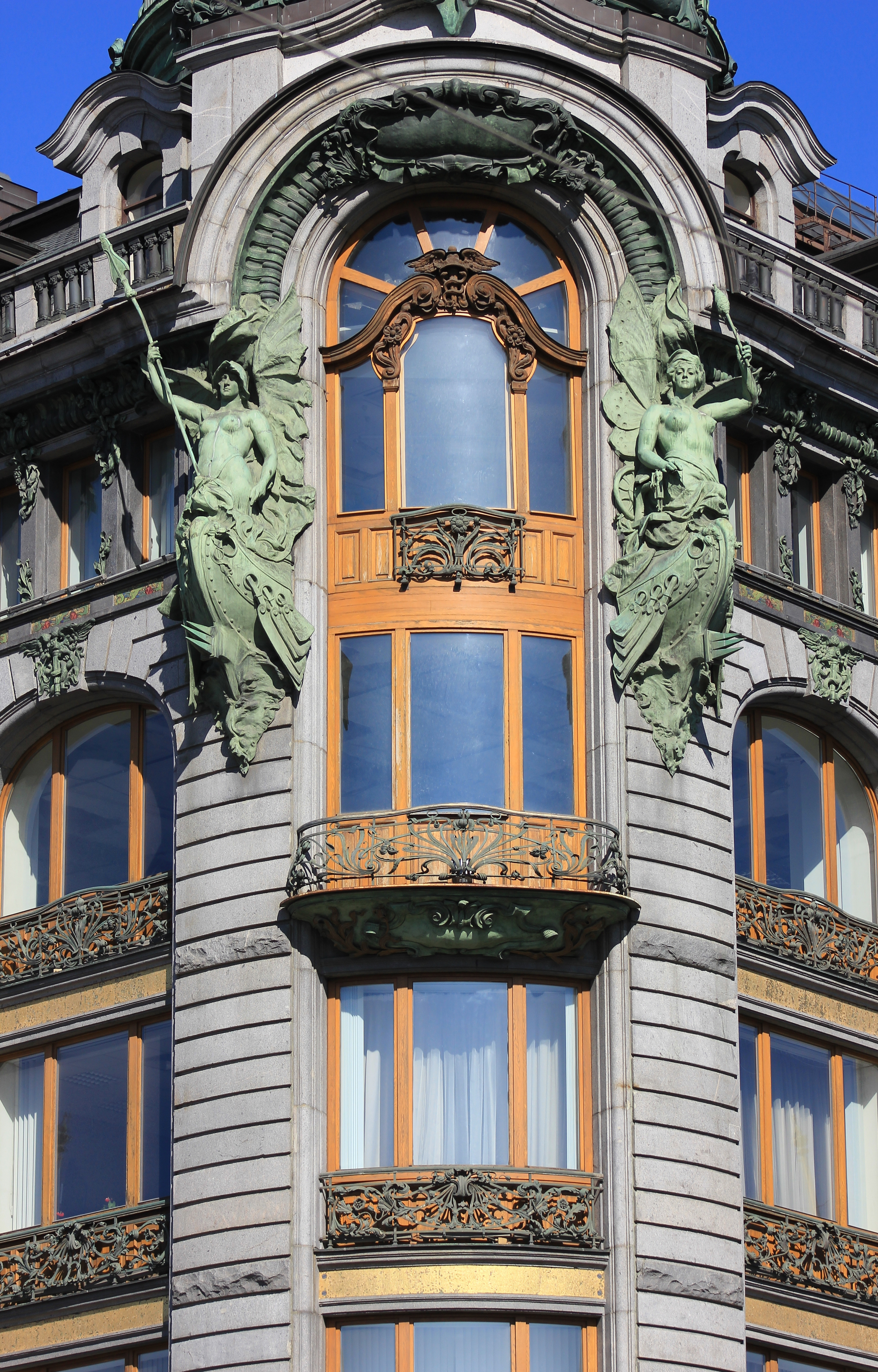
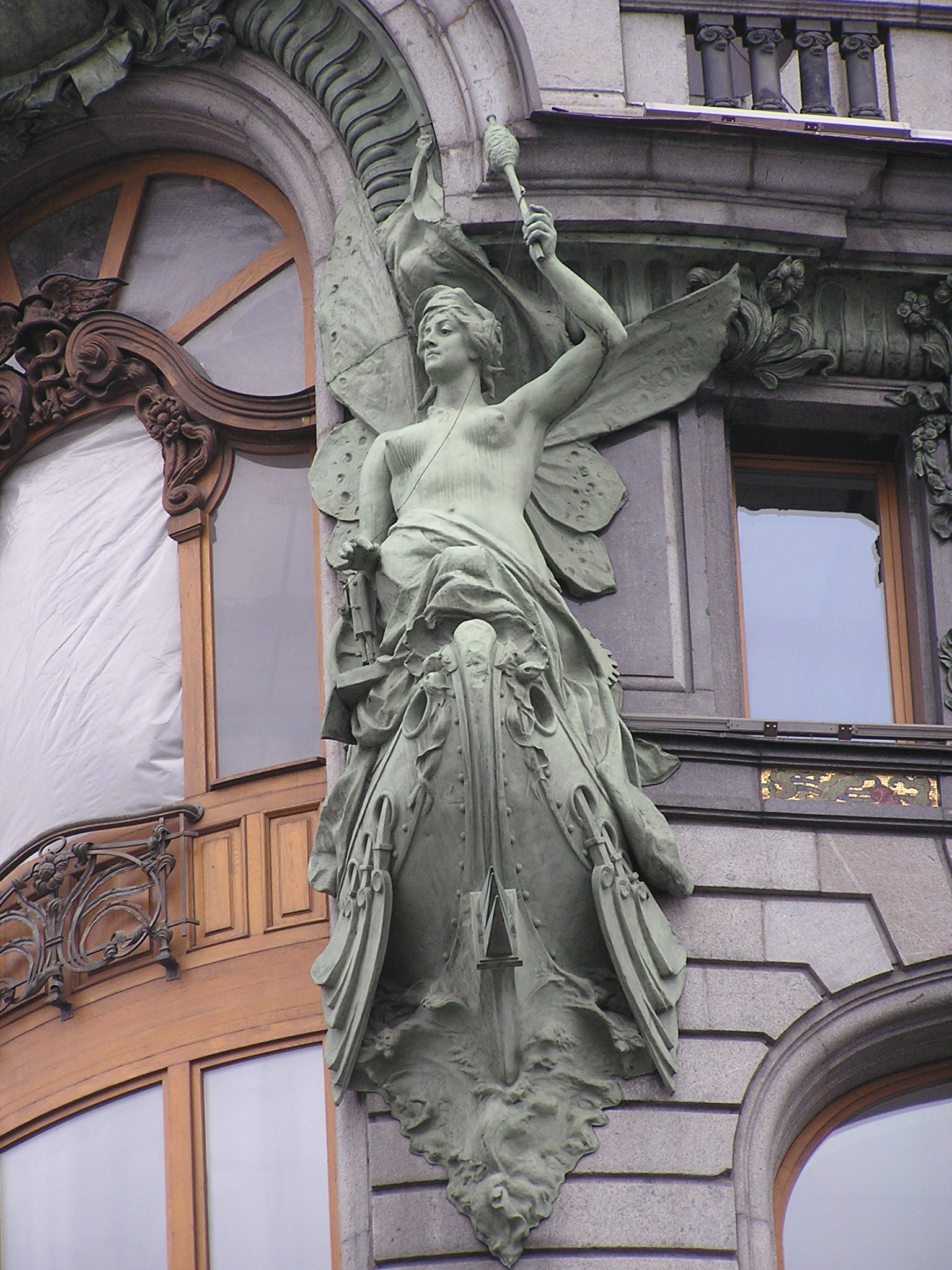